# Marsbéli Vadász
A Marsbéli Vadász, más néven J'onn J'onzz (eredeti név: Martian Manhunter) egy kitalált szereplő, szuperhős a DC Comics képregényeiben. Magyarul még Marsbéli Fejvadász vagy Marsbéli Embervadászként is ismert. A karakter története szerint a Mars bolygó utolsó túlélője. A marsi népirtásban elvesztette feleségét és lányát is. A képregényszereplőt Joseph Samachson író és Joe Certa rajzoló keltette életre, első megjelenése a Detective Comics 225. számának hátoldalán volt 1955-ben. A történetben Dr. Saul Erdel teleportáló gépezete hozta a Földre a marsit. J'onn képességei nem átlagosak a Földön. Képes repülni, telepatikus és sűrűségváltó képességgel is rendelkezik. Életét a bűnüldözésnek szentelte. Később a karaktert eredettörténetével együtt megújították.
A karakter alapító tagja az Igazság Ligája nevű szuperhőscsapatnak. Az emberek világában a John Jones nevet használja, amikor detektívként tevékenykedik. Ilyenkor egy átlagos amerikai ember alakját ölti magára. A karakter fontos szereplőként feltűnik az Az igazság ligája és Az igazság ifjú ligája című televíziós sorozatokban, valamint számos DC Comics egész estés rajzfilmben és videojátékokban is.

## A szereplő megszületésének története
A képregények ezüstkorában, amelyet általánosan 1956 és az 1970-es évek közé helyeznek, előtérbe kerültek a tudományos-fantasztikus karakterek, akik egyre inkább háttérbe szorították a mágiát és az isteneket. Ennek hatására láthattuk először, 1955.novemberében Detective Comics 225. számának hátoldalán J'onn J'onzz-t vagyis a Marsbéli Vadászt, akit a legtöbb, képregényekkel foglalkozó történész az ezüstkor legelső szuperhősének tart. Azonban nem ő volt az első marsi a földön. Két évvel korábban, 1953-ban a DC Comics egyik munkatársa, szerkesztője Jack Schiff a Batman#78 számában, a The Manhunter from Mars című történetben egy marsi igazságszolgáltatót "hozatott" a Földre, aki, egy lopott űrhajóval a Földre menekült bűnözőt üldözött. Feladatában a Batman-Robin páros segített. A földönkívüli, feladata elvégzése után, hazautazott, így a földönkívüliek ötlete a képregényekben, csak két évvel később született meg újra.
1955-ben megkezdődtek a munkálatok. Amíg az új ötletet elfogadtatták a Detective Comics szerkesztőivel, addig az író Joe Samachson, és a rossz családi háttérrel rendelkező művész, Joe Certa elkezdték megteremteni az új karaktert. A karakter kifejlesztését Joe Samachson és a hírhedt szerkesztő Mort Weisinger kezdte el. A Detective Comics valószínűleg látta lehetőséget a karakterben a növekvő sci-fi légkör miatt, így elkezdődtek a Marsbéli Vadász kalandjai a képregények lapjain. A karaktert kezdetben sok kritika és vád érte a kiadó egy másik karaktere, a Supermanre való túlzott hasonlósága miatt, például Les Daniels "DC Comics: Sixty Years of the World's Favorite Comic Book Heroes" című könyvében.
Jack Schiff bevallotta, hogy rengeteg üzenetet kaptak ennek kapcsán. Később Joe Samachsonnak már nem volt annyi ideje a szereplő történeteire, így az írói széket Dave Wood kapta, majd Jack Millerben irányítása alatt született meg a Marsbéli Vadász legtöbb ezüstkori kalandja.

## Szerepléseinek története

### Az ezüstkor
Származását illetően(első eredettörténete szerint) J'onn J'onzz a marsi Manhunterek közé tartozott, akik a rendért és a békéért feleltek. A jól képzett, rengeteg képesség és készség birtokában lévő marsi a legnagyobb Manhunterekel közösen sok éven keresztül védte hazáját.
A karakter 1955-ben a The Strange Experiment of Dr. Erdel (Dr.Erdel Különös Kísérlete) című történetben érkezett a földre. Dr. Erdel, a világhírű tudós titkosan kísérletezett egy idegen technológia alapjaira épülő teleportáló géppel (a robot aggyal), azonban a gép meghibásodott és a kísérleti fénysugár kiszakított a térből egy zöld bőrű marsit, és a Földre repítette. J'onn tudatta a földivel, hogy érti amit mond és, hogy a olvas a gondolataiban. Elmondta, hogy honnan érkezett, és hogy feltétlen vissza kell térnie, tehát a tudósnak meg kell javítania a gépet. Erdel azonban tudta, hogy szerkezetének megjavítása évekig tarthat, vagyis a marsi nem tud hazatérni addig. Ezt megtudva J'onn megváltoztatta alakját, egy átlagos amerikai férfi megjelenését vette magára, amíg a Földön tartózkodik. Ez már túl sok volt a tudósnak, a hirtelen ért sokkok hatására szívinfarktust kapott és meghalt, így J'onn a Föld bolygó foglya maradt. Tudta, hogy faja többi tagja dolgozik egy bolygóközi utazásra képes rakéta építésén, valamikor biztos rábukkannak, de amíg a munkálat nem fejeződik be, bármilyen hosszú idő is, maradnia kell. Felvette a John Jones nevet, mivel ez hasonló volt saját nevéhez. Új lakóhelye felfedezése közben rájött, hogy képes a tenger aranyrészecskéinek kivonására (képességei miatt), ami hasznos csereanyagnak számított.
A későbbi képregényekben a marsi felismerte, hogy a Föld, mivel a Marsnál fiatalabb bolygó, sok szempontból elmaradottabb. Ezek közül a bűnözés volt az, ami legjobban szemet szúrt neki. A Marson a "Nagy Evolúció" óta nem volt olyan cselekményekhez hasonló, mivel a felvilágosult tudomány miatt minden bűnözés feleslegessé vált. Eldöntötte, hogy amíg a Földön rekedt, segít a földieknek a bűncselekmények elleni harcokban.
Rendőrségi nyomozóként kezdett el dolgozni Middletonban. Ekkor jelent meg (egy szál cigaretta miatt) először a tűz, mint kulcsfontosságú elem, mivel a tűz legyengítette és akadályozni tudta J'onnt (és minden fajtársát) marsi képességei használatában. Képességei hamarosan bővültek a telepátiával, hőlátással, sűrűségváltással, valamint a szuper hallással is. Az első éves képregényeiben (1955-1956) szinte csak nyomozóként volt látható a karakter, marsi képességeit használva üldözte a igazságszolgáltatás nemeziseit.
Lényeges különbség, mai történeteihez képest, hogy , az ezüstkor időszakában nem volt utalás rá, hogy a Mars halott bolygó lenne, vagy, hogy a karakter utolsó lenne a fajtájából. Több történetben is szerepelnek más marsi karakterek is. Például a Detective Comics 236. számában (1956.október), J'onn kapcsolatot vesz fel bolygójával és szüleivel.
Egyszer, öccse T'omm érkezett egy egyszeri kaland erejéig a Földre.

#### Igazságliga
Fordulat következett be a karakter életében az 1959-ben megjelent Detective Comics 273. számával. A The Unmasking of J'onn J'onzz (vagyis J'onn J'onzz lelepleződése) című történetben feltűnt egy űrhajóval a Földre érkezett, sárga bőrű marsi bűnöző, B'rett.
Öncélú pusztításba, tombolásba kezdett, rátámadt a nyomába eredő J'onnra is, aki megmutatta neki valódi kinézetét. B'rett sugárfegyverével rátámadt a marsira, aki a gáz hatására nem tudta képességeit használni, amikor láthatatlanná válik. Eszméletét visszanyerve folytatta a bűnöző üldözését, aki rakétájába visszatérve feltöltötte legerősebb fegyvereit és az odaérkező rendőrökre támadott. J'onn rájött, hogy nincs választása (mivel még láthatatlan volt), ezért az emberek megmentése érdekében hirtelen megjelent marsi alakjában, hőlátásával tüzet kreált, ami legyengítette ellenfelét, így a rendőrök elkapták a tombolót, akit nem sokkal később rakétájában kilőttek az űrbe.
Ezután a karakter már nyíltan, a Marsbéli Vadász néven szuperhősként is tevékenykedett.
Az első szuperhős, akivel a marsi összefogott, az amazonok hercegnője Diana, vagyis Wonder Woman volt. Ketten próbálták visszaverni a mélység űrlényét, Starro-t.
1960 februárjában/márciusában a Marsbéli Vadász feltűnt a The Brave and the Bold #28. számának borítóján az Igazságliga többi tagjával, mely szuperhőscsapatnak, Superman és Batman mellett ő is az alapító tagjai között szerepelt. (A csapat eredeti tagjai azok a karakterek voltak, akiknek képregényei rendszeresen megjelentek.) Ennek hatására képregényeiben eltűntek a rendőrségi drámákra hasonlító történetek. Az Igazság Ligája történeteinek megjelenésével saját címei, a Detective Comics-ban egyre inkább közelebb kerültek a törléshez, lassan történeteit Ralph Dibny, azaz Elongated Man kalandja váltották fel.
Az Igazság Ligája képregényekben sokszor Supermant helyettesítő karakterként jelent meg (úgy, ahogy Green Arrow gyakran Batmant helyettesítette), mivel a kiadó félt a legnépszerűbb karakterének, Supermannek túlzott szereplésétől a Ligában. A Marsbéli Vadász gyakran dolgozott csapatban a leggyorsabb szuperhőssel, Flashel is. Homályos az, hogy miért nem tért még ilyenkor sem vissza a Marsra, hiszen több képregényben is található volt utalás rá, hogy közel fénysebességgel tudott az űrben repülni. Valószínűleg a seregnyi fenyegetés veszélyében, ami a Földet érte (pl. Despero támadása), nem akarta magára hagyni a segítségre szoruló bolygót.
Az 1960-as években megújult a Detective Comics egy másik kiadványa, a The House of Mistery, amelybe átkerültek a szereplő kalandjai, a képregény 143. számában. 1964-ben elhagyta polgári identitását és idejét az új fenyegetésnek, az Idol Head of Diabolu-nak szentelte, amelyet a középkori varázsló Diabolu, gonosz lények teremtésére hozott létre.
Történetei tovább romlottak, Gardner Fox, az Igazságliga egyik alkotója pedig a csapat bővítésével egyre inkább kiszorította a Liga történeteiből a marsi karaktert. Az Idol Head elpusztulása után 1965-ben inkább kisebb jelentőségű, átmeneti történeteiről lehetett olvasni, mivel a karakter népszerűtlenebbé vált, tehát nem az ő történetei voltak a legfontosabbak a kiadó számára.
1966-ban kalandjai ismét a nyomozókéhoz kezdtek hasonlítani, mivel egy Marco Xavier nevű ember alakját magára véve próbált beszivárogni a nemzetközi igazságszolgáltatás nemeziseként ismert VULTURE (Keselyű) nevű bűnszervezet, és annak vezetője közelébe. Végül legyőzte azt, saját sorozatának utolsó részében, 1968-ban a House of Mistery#173. számában. A történet után azonban sok elvarratlan szál maradt.
Ahogy múltak az évek, a Marsbéli Vadász ideje a Ligában elhalványult, egyre többször jelent meg ismét Batman és Superman. Az önálló sorozata teljesen megszűnt 1968 júniusában. Az utolsó ezüstkori történetében, a Justice League of America#71. számában, a csapat egyik űrbéli kalandja után úgy döntött, visszatér a polgárháborúval sújtott, kipusztult Marsa, hogy új kolóniát alapítson, amit Új Mars-nak nevezett el. Ő lett a Mars tragikus sorsú, utolsó túlélője. Ez adta meg az alapját a későbbi megváltoztatott, eredettörténetének.

### A bronzkor
Az 1970-es évek tizede kétségkívül a legrosszabb évtized volt a karakter történetében. Tizenhárom év folyamatos kiadványai után ebben az időszakban csak szórványosan volt fellelhető a kiadó képregényeiben.
1972-ben Superman az Új Marsra teleportált. Rövidesen ezután J'onn visszatért a Földre egy űrhajóval, majd nem sokkal később ismét, miután Superman és Batman oldalán harcolt az Új Marson. Három évvel később feltűnt a kozmikus szinten sakkot játszó Desperoval egy oldalon.
A játszma bábui az Igazságliga tagjai voltak. A marsi újból találkozott Supermannel a világűrben, így a karakter kezdett ismét felszínre törni a DC Univerzumban. A Liga tagjainak váltakozásával ismét lehetősége volt feltűnni a szuperhőscsapat történeteiben. Úgy döntött újjáéleszti John Jones identitását, azonban a szerkesztőknek meg kellett magyarázni a városi polgár húsz évig tartó eltűnését, amely ellentmondott az utolsó Detective Comics-ban történetének, ahol mindenki azt hitte, hogy John-t megölték.

### Post-Crisis
1987-ben megújult a kisebb-nagyobb nehézségekkel küszködő Justice League of America sorozat, új címként megjelent a Justice League International című sorozat. A kiadványok történeteit Keith Giffen és J.M. DeMatteis írta, valamint Kevin Maguire (később Adam Hughes) rajzolta meg. Újdonságként mókás humort csempésztek a csapat történeteibe. J'onn már az első kiadványban feltűnt, majd megjelenése folyamatossá vált. Rengeteg komikus történetet tudtak fűzni a karakterhez, például J'onn rajongott az Oreo kekszért (ami Marvel Kapitány befolyásának tudható be). A képregényekben a híres kekszen kívül sok modern kori "találmány" is feltűnt.

## Fordítás
- Ez a szócikk részben vagy egészben  a   Martian Manhunter című angol Wikipédia-szócikk ezen változatának fordításán alapul.  Az eredeti cikk szerkesztőit annak laptörténete sorolja fel. Ez a jelzés csupán a megfogalmazás eredetét és a szerzői jogokat jelzi, nem szolgál a cikkben szereplő információk forrásmegjelöléseként.